# Лазаро Карденас
Лазаро Карденас дел Рио (шп. Lázaro Cárdenas del Rio; Мичоакан, 21. мај 1895 — Мексико Сити, 19. октобар 1970) био је мексички политичар, 8. пост-револуционарни председник Мексика и 44. од независности.

## Биографија
Рођен је у породици из ниже средње класе у селу Хикуилпин, држава Мичоакан. Без оца је остао врло рано, па је у 11. години прекинуо образовање, а од 16. је уздржавао мајку и седморо браће и сестара.
До 18. године радио је као порезник, штампарски шегрт и чувар у затвору. Најпре је планирао да постане учитељ, али га је у том циљу омела Мексичка револуција, када је Франсиско Мадеро, као председник свргнут од стране Викторијана Уерте.
Лазаро се борио у револуцији и стекао чин генерала. Један од људи под којима је служио био је каснији председник Плутарко Елијас Калес који је владао као диктатор, а његови наследници су били његове марионете.
Године 1928. постао је гувернер своје државе Мичоакан и на тој функцији био до 1932. године. Остао је запамћен као реформатор, заузимао се за образовање, градњу путева, школа и болница, те реформу земље и социјалног осигурања.
Био је левичар, а узор му је био Алваро Обрегон, који је схватио да је потпора синдиката и левице нужна за контролу над републиком.

### Председник
Године 1934. на власти је био Абелардо Родригез, још једна у низу Калесових марионета. На изборима те године владајућа странка ПРН изабрала је Лазара за кандидата странке уместо другог политичара којег је предложио Калес. Ипак, Калес се сложио мислећи да ће и овог председника моћи да контролише, како је радио и пре. Но, то се није десило. Лазаро је имао харизму, водио је кампању без телохранитеља и оклопних кола, пратили су га само возач и секретар. Одушевљени његовом неустрашивошћу и подучени његовом добром управом као гувернера, народ га је изабрао.
Преузевши функцију председника 1. децембра 1934. године, први је уселио у данашњу председничку палату Лос Пинос са супругом Амалијом и сином. Бившу председничку резиденцију претворио је у Национални историјски музеј. Прва одлука му је била да себи плату смањи упола. Уследили су други потези. Укинуо је смртну казну, наставио с аграрном реформом (поделио земљу сељацима), борио се за радничке плате и право на синдикално удруживање . Основао је Национални политехнички институт да би осигурао логистику за „Пемекс“, државну нафтну компанију. Национализовао је нафту у мексичком тлу и целу опрему страних нафтних компанија 18. марта 1938. године. Протерао је Калеса и његове људе у САД. Лав Троцки добио је азил у Мексику, јер је Лазаро желео да ућутка оптужбе да је стаљиниста.
Подупирао је републиканску владу када је избио Шпански грађански рат, а након пораза републиканаца 1939, председник Мануел Азања умро је у Француској под мексичком дипломатском заштитом. Пружио је уточиште десетинама хиљада избеглица из Шпаније. Продавао је нафту нацистичкој Немачкој, али касније је с тим престао кад су Мексико и САД изгладили све спорове. Послао је мексичке војнике у борбу на страни Савезника кад је почео Други светски рат

### Каснија каријера
Након завршетка председничког мандата 1940, служио је као министар одбране до 1945. године. После тога се повукао из политике, до смрти проповедајући демократију. Његов син, Кваутемок, основао је Партију демократске револуције. Совјетски Савез га је 1955. одликовао Лењиновом наградом за мир.
Лазаро Карденас умро је у Мексико Ситију од рака у доби од 75 година.

## Наслеђе
У Мексику његово име носи неколико градова и општина, по једна улица у сваком већем граду, те неколико аутопутева (код Гвадалахаре, Монтереја и Мехикалија). Ван Мексика његово име носи једно шеталиште у Београду, улица у Барселони. Подигнут му је споменик у Мадриду, јер је после пораза републиканаца у грађанском рату пружио уточиште многима избеглима пред Франковом диктатуром.